# جوني إيرنست
جوني كاي إيرنست (بالإنجليزية: Joni Kay Ernst) هي سياسية ومتقاعدة عسكرية أمريكية من الحزب الجمهوري ولدت في يوم 1 يوليو 1970 في بلدة ريد واك في ولاية آيوا. تشغل حالياً منصب عضوة في مجلس الشيوخ الأمريكي كممثلة عن ولاية آيوا منذ سنة 2015 وهي أيضاً نائبة رئيس مجلس الشيوخ. تعرف بمواقفها المحافظة والمؤيدة للرئيس الأمريكي دونالد ترامب. وكانت من أول المؤيدين لعملية إغتيال قاسم سليماني.